# Ignazio Sgarlata
Ignazio Sgarlata (Chiusa Sclafani, 7 ottobre 1917 – Monreale, 17 marzo 1980) è stato un musicista, compositore e presbitero italiano.

## Biografia

### Formazione ecclesiastica
Entra nel Seminario arcivescovile di Monreale il 30 settembre 1930, dove compie gli studi ginnasiali e teologici in preparazione al sacerdozio. Viene ordinato sacerdote a 23 anni, il 7 giugno 1941.
A motivo della guerra torna a Chiusa Sclafani, suo paese natale, dove per tre anni affianca l’Arciprete mons. Antonino Palmeri. Nel 1944 viene chiamato nuovamente a Monreale, dove esercita con dedizione il suo ministero sacerdotale, non rifiutando di assumere gli incarichi a lui affidati: insegnante di lettere e filosofia in seminario, direttore della Schola Cantorum dello stesso, Maestro della Cappella musicale della Basilica Cattedrale di Monreale. Negli anni ’50 divenne direttore spirituale del Seminario arcivescovile.

### Musicista e compositore
La musica fu una delle passioni più profonde e travolgenti che coltivò sempre. Della sua formazione musicale, sostanzialmente autodidatta, non si hanno notizie precise, ma è probabile che le prime nozioni le ricevette dal parroco Palmeri, grande conoscitore del canto gregoriano e della musica liturgica. Appassionato del pianoforte e dell’organo, apprese le prime lezioni dal compagno seminarista Antonino Orlando. Ancora studente, giovanissimo seminarista, si cimentò nelle prime composizioni, tra le quali si ricorda il piccolo melodramma Tarcisio composto insieme al seminarista Antonino Cassata, che segnarono l’inizio di una stagione lunga e prolifera, d’indubbio valore artistico.  Scrittore elegante e arguto di novelle, bozzetti e articoli, che vennero pubblicati su La buona semente, La voce del Seminario ed altre riviste. Compose svariati inni, opere religiose e liturgiche, mottetti. Musicò le poesie e le liriche di mons. Giuseppe Petralia e poi i mottetti polifonici su testi sacri, come quella sul libro di Giobbe, e tante altre composizioni melodiche.
Con la riforma liturgica operata dal Concilio Vaticano II e l’uso della lingua latina nei testi liturgici, fu tra i primi a musicare una Messa in italiano, che varcò presto i limiti di Monreale e della Sicilia, per essere eseguita in molte città italiane. Negli ultimi mesi della sua vita musicò i salmi responsoriali di tutto un anno liturgico. Morì a Monreale il 17 marzo 1980.
Al suo nome è intitolato il Palazzo delle Scuole del Seminario arcivescovile di Monreale, che presenta al I piano un busto di bronzo con un elegante distico latino, composto da don Antonino Licciardi: "Moribus et dictis iuvenum fuit ille magister / quos homines docuit quos et amare Deum" [trad. it.: Con la testimonianza di vita e le parole fu maestro dei giovani, ed insegnò ad amare gli uomini e Dio" n.d.r.]. 

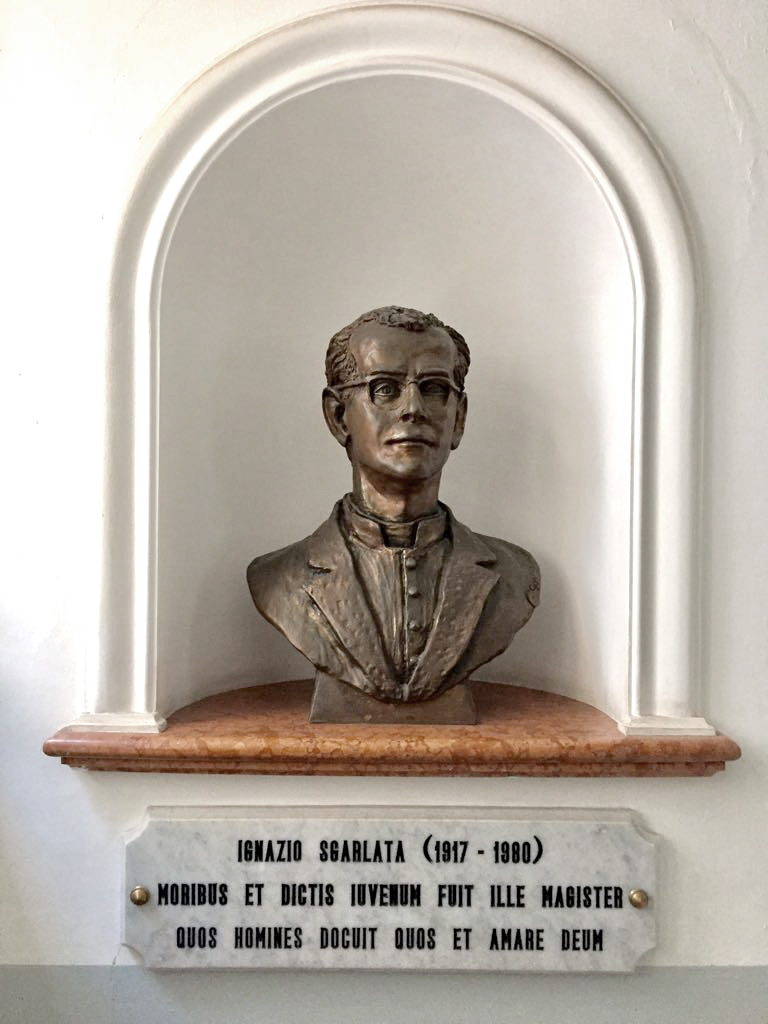
Busto bronzeo al I piano del Palazzo delle Scuole del Seminario Arcivescovile di Monreale

## Curiosità
La musica della colonna sonora del film americano Sister Act - Una svitata in abito da suora è opera di don Ignazio Sgarlata. Infatti, nonostante nei titoli di coda appare "autore anonimo", quelle note sono state composte negli anni '50 a Monreale per il canto mariano del Salve Regina coelitum, che fu inciso con mezzi rudimentali dalla Schola cantorum del Seminario di Monreale per la Rai di New York.
Di fatto l'attribuzione a don Ignazio Sgarlata della musica del film Sister Act, è del tutto errata. Esistono infatti diverse fonti antecedenti alla data della presunta composizione dell'inno Salve Regina Coelitum da parte di don I. Sgarlata. Tra i più noti e facili da consultare:
- The St. Gregory Hymnal and Catholic Choir Book. Singers' ed., Melody ed. (1920), p.345
- The Parish Hymnal (1915), p.217
- English and Latin Hymns, or Harmonies to Part I of the Roman Hymnal: for the Use of Congregations, Schools, Colleges, and Choirs (1884), p.166
Come è facile intuire dalla data di pubblicazione delle raccolte elencate, è del tutto improbabile, se non assolutamente certo, che la composizione testuale e musicale possa essere ricondotta a Sgarlata.
Verosimilmente ha solamente armonizzato il brano per una esecuzione a più voci, ma la paternità di testo e musica non è sua.